# As Aventuras Amorosas de um Padeiro
As Aventuras Amorosas de um Padeiro (Les aventures amoroses d'un forner) és una pel·lícula dramàtica brasilera del 1975 dirigida per Waldir Onofre.

## Sinopsi
Entre el drama i la comèdia, retratant els hàbits i costums dels suburbis de Rio de Janeiro als anys 70, la pel·lícula traça i difumina irònicament les relacions interracials entre Rita (Maria do Rosário), mestressa de casa blanca i recent casada no corresposta pel seu marit Mário (Ivan Setta) i Saul (Haroldo de Oliveira), un artista negre. Rita participa en una pel·lícula que Marques (Paulo César Peréio), un forner portuguès consolidat, culmina amb un intent folklòric de flagrant adulteri, un delicte en aquella època. Al final, també s'introdueixen elements candomblé.

## Repartiment
- Paulo César Peréio	...	Marques
- Maria Do Rosario	...	Ritinha
- Haroldo de Oliveira	...	Saul
- Ivan Setta...	Mário

## Premis
Va guanyar el Kikito de Ouro al Festival de Cinema de Gramado de 1976.